# Lørdagspigerne
Lørdagspigerne var en dansk sangtrio, der havde sin storhedstid i 1950'erne.
Trioen bestod af Birthe Buch, Nete Schreiner og Inge Stauss. Den blev til i forbindelse med en serie af radioprogrammer, der under titlen "Aftenunderholdning og Bal", blev sendt om lørdagen (deraf navnet).
Lørdagspigerne debuterede den 8. september 1951, og de gik hurtigt hen og blev et af programmets trækplastre og publikums favoritter.
Lørdagspigerne udgav en lang række egne fortolkninger af tidens standarder, som f.eks.:
- "Ole Lukøje"
- "Sov min unge"
- "Drømmende øjne"
- "Mit barndomshjem"
- "Violpigen"
- "Bamses fødselsdag"
- "Jeg plukker fløjlsgræs"
- "Når lygterne tændes"
- "Elefantens vuggevise" og
- "Den glade vandrer"

Lørdagspigerne optrådte derudover ved en række koncerter og medvirkede i reklamefilm.
Trioen gik i opløsning i begyndelsen af 1960'erne.